# Louis Hardiquest
Louis Hardiquest (Hoegaarden, Brabant Flamenc, 15 de desembre de 1910 - Hoegaarden, 20 de gener de 1991) va ser un ciclista belga que fou professional entre 1932 i 1940.
Durant la seva carrera professional aconseguí 22 victòries, entre les quals destaca el Tour de Flandes de 1936.

## Palmarès
- 1932
  - 1r de la Ronde van Haspengouw
  - Vencedor d'una etapa de la Volta a Catalunya
- 1933
  - 1r a Deurne-Zuid
  - 1r al Circuit de les Regions Flamenques
  - 1r al Tour de Correze
- 1934
  - 1r al Circuit de Morbihan
  - 1r al Circuit de les Regions Flamenques
- 1935
  - 1r a Berchem
  - 1r de la Paris-Belfort
  - Vencedor d'una etapa del Tour de l'Oest
- 1936
  - 1r al Tour de Flandes
  - 1r de la Brussel·les-Queue du Bois
  - 1r a Boom
  - 1r a Elsene
  - 1r a Wavre
  - Vencedor d'una etapa del Tour de l'Oest
- 1937
  - 1r de la París-Boulogne-sur-Mer
  - 1r al Gran Premi d'Haspengouw
  - 1r a Hoegaarden
  - 1r a Wavre
- 1938
  - 1r a Berchem
  - 1r de la Tielt-Anvers-Tielt

### Resultats al Tour de França
- 1933. Abandona (8a etapa)
- 1934. Abandona (6a etapa)
- 1935. Abandona (15a etapa)